# Тарумалингам, Туласи
Туласи Тарумалингам (нем. Thulasi Tharumalingam, араб. ثولاسي ثارومالينغام‎; род. 24 октября 1992, Шваневеде, Нижняя Саксония) — немецкий и катарский боксёр, представитель полусредних весовых категорий. Выступает за национальную сборную Катара по боксу с 2015 года, победитель и призёр турниров национального значения, участник летних Олимпийских игр в Рио-де-Жанейро. С 2017 года также боксирует на профессиональном уровне.

## Биография
Туласи Тарумалингам родился 24 октября 1992 года в коммуне Шваневеде, Германия. Этнический ланкийский тамил.
Занимался боксом в Брухзале под руководством Дмитрия Шунка.

### Любительская карьера
Активно выступал начиная с 2010 года, в частности в этом сезоне дошёл до четвертьфиналов на молодёжном и взрослом чемпионатах Германии.
В 2011 году впервые вошёл в состав немецкой национальной сборной, выступил на Мемориале Умаханова в Махачкале.
В 2012 году одержал победу на чемпионате Нижней Саксонии и на молодёжном чемпионате Германии в Дорф-Мекленбурге.
С 2013 года принимал участие в немецкой Бундеслиге, а затем стал выступать в лиге AIBA Pro Boxing.
В 2015 году представлял Катар на чемпионате мира в Дохе, где в 1/8 финала первой полусредней весовой категории был остановлен узбеком Фазлиддином Гаибназаровым.
На Олимпийском квалификационном турнире Азии и Океании в Цяньане и на Всемирной олимпийской квалификации в Баку выступил неудачно, проиграв уже на ранних стадиях турниров, но благодаря успешным выступлениям в APB всё же получил лицензию летних Олимпийских игр 2016 года в Рио-де-Жанейро. На Играх, однако, уже в стартовом поединке категории до 64 кг единогласным решением судей потерпел поражение от монгола Баатарсухийна Чинзорига и сразу же выбыл из борьбы за медали.
После Олимпиады в Рио Тарумалингам остался в составе катарской национальной сборной и продолжил принимать участие в крупнейших международных турнирах. Так, в 2017 году в полусреднем весе он выиграл бронзовую медаль на международном турнире в Бангкоке, выступил на турнире Великий шёлковый путь в Баку и на Играх исламской солидарности в Баку, боксировал на чемпионате Азии в Ташкенте.
В 2018 году выступил на Мемориале Феликса Штамма в Варшаве, на Кубке химии в Галле, на международном турнире в Бангкоке, на Азиатских играх в Джакарте. Взял бронзу на арабском чемпионате в Хартуме.
В 2019 году отметился выступлением на чемпионате мира в Екатеринбурге.

### Профессиональная карьера
Одновременно с выступлениями в любительском боксе с 2017 года Тарумалингам также боксирует на профессиональном уровне.